# Новый мост через Малый Бельт
Новый мост через Малый Бельт (дат. Nye Lillebæltsbro) — висячий мост в Дании. Пересекает одноимённый пролив и соединяет остров Фюн с полуостровом Ютландия. Общая длина моста — 1700 м, длина основного пролёта — 600 м, высота пилонов — 120 м.
Мост строился с 1965 по 1970 год и был открыт 21 октября 1970 королём Фредериком IX.
До 1970 года всё автомобильное движение между Ютландией и Фюном (европейский маршрут E20) осуществлялось по старому мосту, пропускавшему лишь по одной полосе в каждом направлении. Так как интенсивность движения постепенно увеличивалась, Старый мост стал узким местом, и около него регулярно образовывались пробки. Движение по Новому мосту происходит по трём полосам в каждом направлении. Для дорожного полотна Нового моста предусмотрен подогрев, что позволяет избежать образования наледи зимой.